# 灌南县人民医院
灌南县人民医院，是中国江苏省的一所医院，为二级甲等医院，位于灌南县新安镇人民中路6号。

## 规模
灌南县人民医院总床位250张，日门诊量259人次。